# Claudio Cecchetti
Claudio Cecchetti (nato nel 1976 a Firenze, Italia) è un pittore, illustratore e docente d’arte italiano con base a New York. La sua opera esplora temi come la memoria, l’assenza e la presenza umana attraverso nature morte e studi figurativi, spesso realizzati in monocromo. Il suo lavori è stato pubblicato dalla rivista internazionale Harper's Magazine. Ha esposto a livello nazionale ed  internazionale, tra cui al Museo Casa Buonarroti a Firenze, la Biennale di Venezia, Art Basel Miami e Sotheby’s New York al fianco di artisti come Eric Fischl, Jenny Saville e Michelangelo Pistoletto.

## Formazione
Cecchetti è nato a Firenze nel 1976. Prima di dedicarsi alle arti visive, ha studiato psicologia e veterinaria.
Ha frequentato l’Accademia di Belle Arti di Firenze, laureandosi summa cum laude in pittura nel 2008. Ha inoltre seguito corsi presso la Scuola Internazionale di Comics di Firenze (2003), conseguendo un diploma in storytelling, fumetto e illustrazione. Nel 2000 ha intrapreso studi intensivi di acquerello presso il Central Saint Martins College of Art and Design di Londra.
Nel 2023 Cecchetti ha conseguito un Master of Fine Arts (MFA) in Pittura presso la New York Academy of Art, dove è stato successivamente insignito del prestigioso Chubb Fellowship (2024).

## Arte
La pratica artistica di Cecchetti spazia tra pittura, disegno, affresco e illustrazione. Le sue opere raffigurano spesso composizioni di oggetti quotidiani, in particolare tavole da pranzo, come metafore di presenza e assenza. Ha citato un ricordo personale dell’ultimo pasto preparato da sua madre come fonte d’ispirazione fondamentale per questa serie.
Le sue opere in monocromo evocano associazioni con le installazioni Eat Art di Daniel Spoerri, sebbene rese con un’austera sobrietà. Negli ultimi anni, Cecchetti ha espresso interesse nell’integrare il colore nella sua pratica, passando dalla rappresentazione del vuoto verso la pienezza e la vitalità.

## Premi
Chubb Fellowship 2024
New York Academy of Art Merit Scholarship
Premio Arte Ministero degli Affari Esteri Italiano - Biennale di Venezia 2011

## Pubblicazioni
Harper’s Magazine per l’articolo “Death to Order: A Modern History of Assassination” di Dan Piepenbring, numero di agosto 2025.
Lo stato dell'arte. Istituti italiani di cultura nel mondo. Ediz. italiana e inglese. Sgarbi, V. (a cura di).Milano: Skira, 2011. ISBN 9788857211794.
Una facciata ottocentesca per la Casa Buonarroti Catalogo a cura della Scuola di Pittura di Adriano Bimbi, Accademia di Belle Arti, Firenze. Mostra: Firenze, Casa Buonarroti, 26 marzo-6 maggio 2002. ISBN 88-85957-95-1.
1. ↑   [claudiocecchetti.com Claudio Cecchetti], su www.claudiocecchetti.com. URL consultato il 20 agosto 2025.
2. ↑  (EN) instagram, su Instagram/claudiocecchetti. URL consultato il 20 agosto 2025.
3. ↑  (EN) New Books, by Dan Piepenbring, in Harper's Magazine. URL consultato il 20 agosto 2025.
4. ↑  (EN) Claudio Cecchetti, su Claudio Cecchetti. URL consultato il 20 agosto 2025.
5. ↑   New York Academy of Art, Claudio Cecchetti MFA 2023 and Chubb Fellow 2024, 18 settembre 2024. URL consultato il 20 agosto 2025.
6. ↑  (EN) New York Academy of Art, New York Academy of Art | MFA Programs, Online Classes + More, su New York Academy of Art. URL consultato il 20 agosto 2025.
7. ↑  (EN) New York Academy of Art, Nicholas Burkhalter, 2024 Chubb Fellows Exhibition, su New York Academy of Art, 8 agosto 2024. URL consultato il 20 agosto 2025.
8. ↑   Instagram, su www.instagram.com. URL consultato il 20 agosto 2025.
9. ↑  (EN) Sotheby's, su Sotheby's. URL consultato il 20 agosto 2025.
10. ↑   Catalogo Biennale di Venezia 2011 Padiglione Italia nel mondo, su ibs.it.